# 霸格293
霸格293 (德語：Bagger 293，曾用名MAN TAKRAF RB293)，是由德国工业公司TAKRAF（前东德联合企业）制造的巨型斗轮挖掘机，是目前最大最重的陆地车辆。
它持有并分享《吉尼斯世界纪录》中陆地车辆尺寸的多项纪录。霸格293建于1999年，是同尺寸“兄弟机型”之一，如霸格281（1958年建）、霸格285（1975年）、霸格287（1976年）、霸格288（1978年）和霸格291（1993年）。与霸格288类似，Bagger 293建造成本约1亿美元，组装周期同样为10年。
它被用于德国汉巴赫露天矿的褐煤开采，现所有者RWE电力股份公司（德国第二大能源生产商）称其为Bagger 293。前所有者褐煤公司Rheinbraun（1932年成为RWE子公司）称其为RB293。2003年公司重组后，Rheinbraun与另一子公司合并为RWE Power AG。制造商TAKRAF将其归类为SRs 8000型斗轮挖掘机。
与其他同系列机型一样，Bagger 293仅需5人操作。

## 技术参数
霸格293与霸格288共同保持吉尼斯世界纪录“最高陆地车辆”称号，高度达96（315英尺）。其长度为225（738英尺）（与Bagger 287相同），重量14,200公噸（31,300,000磅），需5人操作。由外部电源提供16.56兆瓦动力。斗轮直径超过21.3（70英尺），配备18个铲斗，每个可容纳15立方（530立方英尺）物料。
每日可挖掘240,000 m3（8,500,000 cu ft）土方，重量约218,880公噸（482,550,000磅），与霸格288相当。